# Casillas (Guatemala)
Pour les articles homonymes, voir Casillas.
Casillas est une ville du Guatemala dans le département de Santa Rosa.